# Seznam avstrijskih politikov
Seznam avstrijskih politikov.

## A
- Ludwig Adamovich senior
- Ludwig Karl Adamovich Jr.
- Friedrich Adler
- Max Adler
- Victor Adler
- Heidi Ambrosch
- Peter Ambrozy
- Werner Amon
- Hannes Androsch
- Erwin Angerer
- Rudi Anschober
- Walter Antoniolli
- Ute Apfelbeck (r. ob Sotli)
- Christine Aschbacher
- Adolf Karl Daniel von Auersperg
- Karl Wilhelm Philipp von Auersperg
- Leopold von Auersperg
- Hans Ausserwinkler

## B
- Eduard Baar-Baarenfels
- Andreas Babler
- Alexander Bach
- Kasimir Felix Badeni
- Walter Baier
- Jožef Emanuel Barbo Waxenstein
- Thomas Barmüller
- Martin Bartenstein
- Cesare Battisti
- Otto Bauer
- Roswitha Bauer
- Petra Bayr
- Ruth Becher
- Max Wladimir von Beck
- Dagmar Belakowitsch-Jenewein
- Alexander Van der Bellen
- Wolfgang Benedek
- Adolf Heinrich Bercht
- Leopold von Berchtold
- Anton Benya
- Friedrich Ferdinand von Beust
- Aygül Berîvan Aslan
- Brigitte Bierlein
- Leon Bilinsky
- Florian Birngruber
- Pavel Bizjak
- Hanns Blaschke
- Ana Blatnik
- Gernot Blümel
- Hans Bögl
- Juliane Bogner-Strauß
- Eugen Böhm von Bawerk
- Peter Böhm
- Peter Bonomo
- Wolfgang Brandstetter
- Walter Breisky
- Hugo Breitner
- Christian Broda
- Magnus Brunner
- Michael Brunner
- Josef Bucher
- Josef Bürckel
- Stefan Burian (Stephan von Rajecz Burian)
- Doris Bures
- Karl Buresch
- Gabi Burgstaller
- Erhard Busek

## C
- Bartholomäus Carneri
- Richard Coudenhove-Kalergi
- Edmund Christoph
- Stephanie Cox
- Ignaz Czapka

## D
- Kay-Michael Dankl
- Robert Danneberg
- Norbert Darabos
- Gernot Darmann
- Robert Henry Louis Davy
- Julius Deutsch
- Franz Dinghofer
- Alois Dienstleder
- Josef Dobernig
- Alois Dolinar (Lojze Dolinar, politik)
- Engelbert Dollfuß
- Johanna Dohnal
- Gerhard Dörfler
- Nikola Donig
- Hans Peter Doskozil
- Christopher Drexler
- Thomas Drozda
- Ernst Durig
- Muna Duzdar

## E
- Alfred Ebenhoch
- Wilhelm Edler von Kaan
- Rudolf Edlinger
- Karoline Edtstadler
- Stefan Egger
- Adolf Eigl
- August Eigruber
- Caspar Einem
- Otto Ender
- Felix Ermacora
- Georg Escherich
- Otto Eybner
- Mario Eustacchio

## F
- Julius von Falkenhayn
- Anton Falle
- Heinz Fassmann
- Werner Faymann
- Maria Fekter
- Ruth Feldgrill-Zankel
- Cajetan Freiherr von Felder
- Josef Feldner
- Ingrid Felipe
- Daniel Fellner
- Benita Ferrero-Waldner
- Emil Fey
- Leopold Figl
- Jodok Fink
- Hertha Firnberg
- Ernst Fischer
- Heinz Fischer
- Rudolf Fischer
- Ruth Fischer?
- Franz Fischler
- Felix Frank
- Friedrich von Franz
- Otto Frayd von Fraydenegg-Monzello
- Hans von Friebeis
- Paul Friedländer
- Alice (Litzi) Friedmann (née Kohlmann; 1910–1991)
- Friedhelm Frischenschlager

## G
- Leo Gabriel
- Claudia Gamon
- Wolfgang Germ
- Paul Gautsch von Frankenthurn
- Leonore Gewessler
- Edmund Glaise von Horstenau
- Eva Glawischnig-Piesczek
- Heinrich Gleissner
- Odilo Globocnik
- Otto Glöckel
- Leopold von Goëss
- Agenor Goluchowski
- Alfons Gorbach
- Hubert Gorbach
- Alexander Götz
- Christoph Grabenwarter
- Peter Graf
- Karl-Heinz Grasser
- Leopold Gratz
- Alois Grauss
- Matevž Grilc
- Florian Gröger
- Karl Gruber
- Martin Gruber
- Raimund Grübl
- Alfred Grünberger
- Sonja Grusch
- Johann Gudenus
- Leopold Guggenberger
- Albert Gunzer
- Alfred Gürtler
- Alfred Gusenbauer

## H
- Theodor Habicht
- Christian Hafenecker
- Johannes Hahn
- Jörg Haider
- Manfred Haimbuchner
- Michael Hainisch
- Sonja Hammerschmid
- Andreas Hanger
- Ferdinand Hanusch
- Beate Hartinger-Klein
- Karl Hartleb
- Wilfried Haslauer
- Ursula Haubner
- Michael Häupl
- Herbert Haupt
- Ferdinand Hauser
- Johann Nepomuk Hauser
- Gabriele Heinisch-Hosek
- Eduard Heinl
- Leopold Hennet
- Mi(c)hael Hermann
- Julia Herr
- Friedrich Hexmann
- Rudolf Hilferding (1877-1941)
- Adolf Hitler
- Franz Hofer
- Norbert Hofer
- Albert Hochleitner
- Karl Hohenwart
- Rolf Holub
- Gerhart Holzinger
- Günther Hopfgartner
- Josef Georg Hörl (župan Dunaja 1773–1804)
- Douglas Hoyos
- Ludwig Hülgerth
- Rudolf Hundstorfer
- Baron Max Hussarek von Heinlein

## I
- Ulrich Ilg
- Theodor Innitzer

## J
- Clemens Jabloner
- Roman Jäger
- Peter Jankowitsch
- Johannes Jarolim
- Gabriel von Jessernig
- Franz Jonas
- Manuel Jug
- Philipp Wilhelm Jung
- Sabine Jungwirth
- Hugo Jury

## K
- Hilmar Kabas
- Elke Kahr
- Peter Kaiser
- Ernst Kaltenbrunner
- Reinhard Kamitz
- Lorenz "Lovro" Karall
- Gerhard Karner
- Hans Katschthaler
- Leo Katz
- Wenzel Anton Graf Kaunitz
- Karl Kautsky
- Johan Kazianka
- Christian Kern
- Ferdinand Kernmaier
- Theodor Kery
- Herbert Kessler
- Andreas Khol
- Herbert Kickl
- Rudolf Kirchschläger
- Ernst Kirchweger
- Anneliese Kitzmüller
- Waltraud Klasnic
- Josef Klaus
- Melina Klaus
- Hubert Klausner
- Melchior Klesl
- Thomas Klestil
- Viktor Klima
- Gerald Klug
- Franz Knapitsch
- Karin Kneissl
- Ernest von Koerber
- Gerhard Köfer
- Werner Kogler
- Franz Anton Kolowrat-Liebsteinsky
- Leopold Kolowrat
- Karlheinz Kopf
- Johann Koplenig
- Stephan Koren
- Franz Korinek
- Karl Korinek
- Franz Koritschoner
- Theodor Körner
- Julius Kornweitz
- Elisabeth Köstinger
- Josef Krainer senior
- Josef Krainer junior
- Kai Jan Krainer
- Herbert Kraus
- Bruno Kreisky
- Stephanie Krisper
- Hermann Krist
- Robert Krotzer
- Philip Kucher
- Zalka Kuchling
- Mario Kunasek
- Leopold Kunschak
- Andrea Kuntzl
- Sebastian Kurz
- (Franz Kutschera)

## L
- Ferdinand Lacina
- Heinrich Lammasch
- Erwin Lanc
- Ronald Lauder
- Otto Lecher
- Hans Lechner
- Anton Joseph Edler von Leeb
- Käthe Leichter
- Jörg Leichtfried
- Christoph Leitl
- Arthur Lemisch
- Josef Lentsch
- Josef Leopold
- Ludwig Leser
- Barbara Lesjak
- Richard Leutner
- Eva Lichtenberger
- Jörg Leichtfried
- Michael Linhart
- Josef Lobnig
- Hartwig Löger
- Reinhold Lopatka
- Michael Ludwig
- Siegfried Ludwig
- Angela Lueger
- Karl Lueger
- Ulrike Lunacek
- Robert Luschnik
- Jakob Lutschounig
- Kurt Luttenberger

## M
- Ernst Mach?
- Reinhard Machold
- Alois Maier-Kaibitsch
- Ernst Mally
- Ferdinand Mannlicher
- Bruno Marek
- Christine Marek
- Hans-Peter Martin
- Otto Maschl (ps. Lucian Laurat)
- Heinrich Mataja
- Viktor Matejka
- Marie-Luise Mattiaschitz
- Anton Mattle
- Andreas Maurer
- Johann Mayer
- Michael Mayr
- Beate Meinl-Reisinger
- Erwin Melichar
- Mirko Messner
- Siegbert Metelko
- Gustav von Metnitz
- Klemens Wenzel von Metternich
- Oskar Meyer
- Wilhelm Miklas
- Johanna Mikl-Leitner
- Reinhold Mitterlehner
- Angelika Mlinar
- Alois Mock
- Wilhelm Molterer
- Andreas Mölzer
- Gabriela Moser
- Hans Helmut Moser
- Johann Moser
- Josef Moser
- Klara Motter
- Josef Muchitsch
- Vincenc Muhič (Vinzenz Muchitsch)
- Wolfgang Mückstein

## N
- Siegfried Nagl
- Karl Nehammer
- Heinrich Neisser
- Hermann Neubacher
- Josef Neumayer
- Julius Christoph Neuner
- Julius von Newald
- Friedrich Niederl
- Hans Niessl

## O
- Sabine Oberhauser
- Harald Ofner
- Franz Olah
- Karl Öllinger
- Josef Ostermayer
- Josef Ostertschnig

## P
- Alojzij/Luigi Pajer (de Monriva)
- Alois Partl
- Hans Paul
- Wladimir von Pawlowski
- Franz Peitler
- Josef Friedrich Perkonig
- Wolfgang Peschorn
- Friedrich Peter
- Kurt Peterle
- Eva Petrik
- Madeleine Petrovic
- Franz Pichler-Mandorf
- Hans Piesch
- Theodor Piffl-Perčević
- Franz von Pillersdorf
- Peter Pilz
- Anton Pirchegger
- Jakob Pistotnig
- Bruno Pittermann
- Valentino Pittoni
- Anton "Toni" Plankensteiner
- Ursula Plassnik
- Günther Platter
- Rudolf Plessl
- Martin Polaschek
- Tobias Portschy
- Friedrich Posch
- Alois Pražák
- Christa Prets
- Beate Prettner
- Franz Prisching
- Johann Prix
- Erwin Pröll
- Josef Pröll
- Rudolf Prikryl
- Alfred Proksch
- Josef Pühringer
- Sonja Puntscher Riekmann
- Martin Purtscher

## R
- Julius Raab
- Susanne Raab
- (Karl Radek)
- Friedrich Rainer
- Rudolf Ramek
- Eckart Ratz
- Josef Ratzenböck
- Maria Rauch-Kallat
- Josef Rauhofer
- Alfred Richard Viktor Rausnitz
- Joseph Redlich
- Franz Rehrl
- Josef Rehrl
- Mathias Reichhold
- Viktor Reimann
- Thomas Reindl
- Anton Reinthaller
- Richard Reisch
- Josef Reither
- Pamela Rendi-Wagner
- Karl Renner
- Jakob Reumann
- Josef Riegler
- Walter Riehl
- Arnold Riese
- Susanne Riess(-Passer)
- Anton Rintelen
- Reinhart Rohr
- Barbara Rosenkranz
- Horst Rosenkranz
- Walter Rosenkranz
- Bruno Rossmann

## S
- Herbert Sausgruber
- Alexander Schallenberg
- Adolf Schärf
- Sabine Schatz
- Friedrich Schatzmayer
- Gaby Schaunig (Gabriele Schaunig-Kandut)
- Franz Schausberger
- Gustav Adolf Scheel
- Josef Scheicher
- Christian Scheider
- Sepp Schellhorn
- Hans Jörg Schelling
- Adolf Schemel
- Nikolaus Scherak
- Harald Scheucher
- Andreas Schieder
- Baldur von Schirach
- Josef Schlegel
- Josef Scheicher
- Karl Schleinzer
- Anton von Schmerling (1805-1893)
- Heide Schmidt
- Franz vitez von Schmidt-Zabierov
- Richard Schmitz
- Josef Schneid-Treuenfeld
- Michael Schnedlitz
- Karl Schnell
- Hermann Schützenhöfer
- Johann Schober
- Georg Ritter von Schönerer
- Gerald Schöpfer
- Josef Schraffl
- Margarete Schramböck
- Anton Schreiner
- Martina Schröck
- Josef Schumacher
- Vinzenz Schumy
- Kurt Schuschnigg
- Sebastian Schuschnig
- Wolfgang Schüssel
- Hermann Schützenhöfer
- Felix Schwarzenberg (1800-52)
- Friedrich von Schwarzenberg
- Karl Philipp zu Schwarzenberg
- Judith Schwentner
- Otto Scrinzi
- Josef von Sedlnitzky
- Ernst Seidler von Feuchtenegg
- Johann Kaspar Freiherr von Seiller
- Ignaz Seipel
- Herwig Seiser
- Karl Seitz
- Ignaz Seipel
- Martin Sellner
- Albert Server
- Arthur Seyss-Inquart
- Walter Silbermayr
- Hans Sima
- Fred (Alfred) Sinowatz
- Johann "Hans" Sipötz
- Gerhard Skiba
- Michael Skubl
- Felix Slavik
- Karel Smolle
- Franc Jožef Smrtnik
- Vladimir Smrtnik
- Wolfgang Sobotka
- Susanne Sohn
- Michael Spindelegger
- Manfred Srb
- Herwig van Staa
- Franz Stadion
- Ernst Rüdiger Starhemberg
- Thomas Starlinger
- Norbert Steger
- Johann Steinböck
- Hans Steinacher
- Rudolfine Steindling
- Leopold Steiner
- Karl Steinhardt
- Klaus Seltenheim
- Thomas Stelzer
- Karl Maria Stepan
- Karl Stix
- Christian Stocker
- Alois Stöger
- Heinz Christian Strache
- Sepp Straffner
- Benno Straucher
- Jakob Strauß
- Ernst Streeruwitz
- Robert Stricker
- Matthias Strolz
- Josef Strobach
- Frank Stronach
- Franz Stumpf
- Marjan Sturm
- Arnold Sucher
- Johann Franz Suppan
- Hans Sylvester

## T
- Eduard Taaffe
- Julius Tandler
- Klaudia Tanner
- Josef Taus
- Stephan Tauschitz
- Johann Thullner
- Franz Thun-Hohenstein (Franz von Thun und Hohenstein)
- Alfred Tiefnig
- Lujo Tončić-Sorinj
- Harald Trettenbrein
- Johanna Trodt-Limpl
- Rolph Trummer
- Hans Tschiggfrey
- Volker Türk

## U
- Eduard Uhl
- Sigfried Uiberreither

## V
- Maria Vassilakou
- Carl Vaugoin
- Harald Vilimsky
- Ernst Franz Salvator von Violand
- Paul Vittorelli
- Karl von Vogelsang
- Markus Vogl
- Olga Voglauer
- Rudi Vouk
- Franz Voves
- Franz Vranitzky

## W
- Leopold Waber
- Karl Heinrich Waggerl
- Johann Wagner
- Leopold Wagner
- Thomas Waitz
- Karl Waldbrunner
- Kurt Waldheim
- Alfred Adolf Josef Walheim
- Markus Wallner
- Stefan Wallner?
- Eduard Wallnöfer
- Heinrich Wastian (mdr. v Mb)
- Ferdinand Wedenig
- Wendelin Weingartner
- Alfons Weissgatterer
- Richard Weiskirchner
- (Manfried Welan)
- Friedrich von Wetzlar-Plankenstern
- Erwin Wenzl
- Franz Wickhoff
- Christoph Wiederkehr
- Sarah Wiener
- Adolf Wiesner
- Tanja Windbüchler-Souschill
- Alfred III. von Windischgrätz
- Alois Winkler
- Andrej Winkler
- Franz Winkler
- Ernst Winsauer
- Anton Wintersteiger
- Peter Wittmann
- August Wöginger
- Stephan Edler von Wohlleben
- Adolf Wolf
- Ernst Woller
- Friedrich Wolsegger

## Y
- Selma Yildirim
- Nurten Yilmaz

## Z
- Alma Zadić
- Filip Zaleski
- Wacław (Michal Artur) Zaleski
- Andreas Zelinka
- Christof Zernatto
- Guido Zernatto
- Gustav Zigeuner
- Helmut Zilk
- Georg Zimmermann
- Wolfgang Zinggl